# Ekskluderbart gode
Et ekskluderbart gode er et gode, som det er muligt at ekskludere enkelte folk fra at bruge. Eksempelvis er det muligt, at ekskludere folk fra spise det æble, der kan købes i supermarkedet, mens det ikke er muligt ekskludere enkelte folk fra at nyde godt af, at landet er beskyttet af et forsvar.
Man kan 'ikke' ekskludere folk fra at forbruge et Offentligt gode og en fælles ressource.
Man 'kan' ekskludere folk fra at forbruge et privat gode og et naturligt monopol.